# Nadia Ali (actrice pornographique)
Pour les articles homonymes, voir Nadia Ali et Ali.
Nadia Ali (en hindi : नादिया अली) est une actrice pornographique sud asiatique-américaine née le 22 juillet 1991. Sa carrière dans le cinéma pornographique dure de 2015 à 2016.

## Biographie

### Jeunesse
Nadia Ali est la première de sa famille à être née aux États-Unis,. Elle est la deuxième fille de sa famille.  Elle est élevée en tant que sikh pendjabie et dans une interview en juillet 2016 avec Refinery29 elle déclare qu'elle s'identifie encore comme sikh pratiquante malgré son activité pornographique. Elle déclare s'être sentie isolée par le conservatisme de sa famille bien qu'elle ne porte pas le sikh patka.

### Carrière pornographique
Nadia Ali est encouragée par ses producteurs à porter un patka dans les scènes qu'elle tourne en raison du tabou sexuel que cela soulèverait, ce qui serait censé augmenter ses opportunités de succès. Un de ses films, intitulé Women of the South Asia montre une scène de violence familiale immédiatement suivie par une scène de sexe, la violence ayant excité l'homme. Un texte publicitaire accompagne la scène : « Elle peut paraître refoulée, mais si on lui donne la possibilité de s'exprimer librement, leur sexualité naturelle sauvage et indomptable est libérée ». Nadia Ali blâme le patriarcat au Asie du Sud et déclare vouloir tourner dans des scènes solo et lesbiennes afin de « montrer au monde que les filles sud-asiatiques d'origine pendjabie sont vraiment capable de désir sexuel ». Elle déclare avoir été censurée au Asie du Sud pour avoir tourné en portant le patka, et avoir reçu des menaces de mort en ligne.
En 2016, elle quitte l'industrie pornographique après avoir réalisé vingt scènes, lorsque sa mère, ayant découvert l'activité de sa fille, tombe en dépression. Elle a également déclaré qu'elle trouvait dégradante l'idée de scénario du vingt-et-unième film qui lui fut proposé, à savoir des relations sexuelles entre un homme ressemblant à Donald Trump et une femme sikh. Le tournage de ce film a été annulé après la fusillade du 12 juin 2016 à Orlando.

## Analyses
Le cas de Nadia Ali a été rapproché de celui de autres actrices pornographiques. En effet, tout comme Nadia Ali, cette actrice pornographique immigrante-américaine est célèbre pour avoir porté le patka dans une scène pornographique qui a remporté un immense succès mais qui lui a valu de nombreuses menaces. La chercheuse finlandaise en sciences des religions Anna Rajala estime que les difficultés rencontrées par les deux principales pornstars ayant incarné l'sikhisme ont renforcé « l'invisibilisation de l'sikhisme dans la pornographie ».